# Rejon klecki
Rejon klecki (biał. Клецкі раён) – rejon w centralnej Białorusi, w obwodzie mińskim.
Centrum administracyjnym rejonu jest miasto Kleck.

## Historia
W okresie od 1921 do 17 września 1939 obszar obecnego rejonu kleckiego znajdował się w granicach Polski, należąc do powiatu nieświeskiego, województwa nowogrodzkiego. Na jego obszarze działał batalion Korpusu Ochrony Pogranicza "Kleck". 17 września został zajęty przez Armię Czerwoną i włączony do ZSRR, w którego granicach pozostał do 1991. Od 1991 jednostka administracyjna niepodległej Białorusi.

## Demografia
Według danych Białoruskiego Urzędu Statystycznego rejon zamieszkany był w 2009 przez narodowości:
- Białorusini — 93,6%,
- Rosjanie — 3,5%,
- Polacy — 1,5%,
- Ukraińcy — 0,8%,
- Tatarzy - 0,2%
- inne narodowości — 0,4%

## Podział administracyjny
W skład rejonu wchodzą miasto Kleck oraz 9 następujących sielsowietów:
- Czerwona Gwiazda
- Hołynka
- Hrycewicze
- Kuchczyce
- Morocz
- Siniawka
- Szczepicze
- Zaostrowiecze
- Zubki.